# MotoGP
MotoGP (Moto Grand Prix) је професионална мотоциклистичка интернационална класа основана 1949. године од стране FIM-а (Fédération Internationale de Motocyclisme). Категорија има 18 стаза на којима се трка. MotoGP је основао Moto2 и Moto3 категорије где су слабији возачи, тимови и мотоцикли.

## Преглед

### Конфигурације
Мотоцикли категорије MotoGP-а нису ограничени на било коју специфичну конфигурацију мотора. Међутим, број цилиндара запослених у мотору одређује дозвољену минималну тежину мотоцикла; тежина додатних цилиндара делује као облик хендикепа. Ово је неопходно зато што је за дати капацитет мотор са више цилиндара способан произвести више снаге. Ако су упоређивани упоређени индекси удара, мотор са више цилиндара имаће већу површину клипа и краћи ударац. Повећана површина клипа дозвољава повећање укупне површине вентила, омогућавајући враћање више ваздуха и горива у мотор, а краћи ход дозвољава веће обртаје при истој брзини клипа, што омогућава мотору да пумпа још више ваздуха и горива са потенцијал за производњу више снаге, али и са већом потрошњом горива. У 2004. години мотоцикли су ушли са 3, 4 и 5 цилиндарских конфигурација. Од 2012. године, тимови које није унесио један од главних произвођача могао би тражити статус "захтевања правила" (ЦРТ). Циљни тим за правила захтева је да омогући независним тимовима да буду конкурентни по нижим трошковима и повећавају број уноса у MotoGP-у. Тимови за изношење захтева су имали користи од мање рестриктивних правила о броју мотора који се могу користити у сезони и са већим дозвољењем горива током трка. Према правилу подносиоца захтева, ЦРТ-ови се слажу да ће дозволити да до четири мотива по сезони буде дозвољено, након трке, од једног од главних тимова произвођача по цени од 20.000 евра по комаду, укључујући и трансмисију или по 15.000 евра за сваки мотор.

## Историја
FIM Road Racing World Championship Grand Prix је први пут организовао Fédération Internationale de Motocyclisme из 1949. године. Комерцијална права сада су у власништву Дорна Спортса, а FIM остане као спортско санкционо тијело. Тимове представља Међународна асоцијација пута (ИРТА) и произвођачи од стране Асоцијације произвођача моторних возила (МСМА). Правила и измене прописа одлучују се између четири ентитета, при чему је Дорна глумила. У случајевима техничких измјена, МСМА може једногласно донијети или вето измијенити једногласним гласовима међу својим члановима. Ова четири тијела чине Grand Prix комисију.
За сезону 2012, мотор MotoGP мотора поново је повећан на 1.000 cc. Такође је уочено увођење Тужилачких тимова правде (ЦРТ), који су добили више мотора по сезони и већим резервоарима за гориво него фабрички тимови, али су били подвргнути куповини фабричког тима ("потраживање") погонског мотора за фиксну цену Управно тело спорта примило је пријаве шеснаест нових тимова који се желе придружити MotoGP класи. За сезону 2014, подкласа ЦРТ је промењена у отворену, пошто је правило захтевања уклоњено. Такође, сви уноси су усвојили стандардну јединицу за контролу мотора, уз дозволу фабричких тимова да покрену било који софтвер и Отвори ставке користећи стандардни софтвер. За сезону 2016. отворена подкласа је пала, а фабрички уноси су прешли на стандардни софтвер за контролу мотора.
Традиционално је било неколико трка на сваком догађају за различите класе мотоцикала, на основу величине мотора и једне класе за бочне приколице. Одредбе за 50 cc, 80 cc, 125 cc, 250 cc, 350 cc, и 500 cc соло машина постојале су у неко време, а 350 кубика и 500 кубних сидара. До педесетих година прошлог века, а већина 1960-их четворотактни мотори су доминирали у свим разредима. Делимично, ово је било због правила која су омогућавала мноштво цилиндара (што значи мањи клипови, производи већи обрт) и мноштво зупчаника (дајући уже појасеве снаге, омогућавајући виша стања звука). У 1960-им двотактни мотори су почели да се укрштају у мање разреде.

### Победници по сезонама
| Година | Победник           |
| ------ | ------------------ |
| 1949   | Лесли Грахам       |
| 1950   | Умберто Масети     |
| 1951   | Џоф Дук            |
| 1952   | Умберто Масети     |
| 1953   | Џоф Дук            |
| 1954   | Џоф Дук            |
| 1955   | Џоф Дук            |
| 1956   | Џон Сертиз         |
| 1957   | Либеро Либерати    |
| 1958   | Џон Сертиз         |
| 1959   | Џон Сертиз         |
| 1960   | Џон Сертиз         |
| 1961   | Гери Хокинг        |
| 1962   | Мајк Хелвуд        |
| 1963   | Мајк Хелвуд        |
| 1964   | Мајк Хелвуд        |
| 1965   | Мајк Хелвуд        |
| 1966   | Гијакомо Агостини  |
| 1967   | Гијакомо Агостини  |
| 1968   | Гијакомо Агостини  |
| 1969   | Гијакомо Агостини  |
| 1970   | Гијакомо Агостини  |
| 1971   | Гијакомо Агостини  |
| 1972   | Гијакомо Агостини  |
| 1973   | Фил Рид            |
| 1974   | Фил Рид            |
| 1975   | Гијакомо Агостини  |
| 1976   | Бери Шин           |
| 1977   | Бери Шин           |
| 1978   | Кени Робертс       |
| 1979   | Кени Робертс       |
| 1980   | Кени Робертс       |
| 1981   | Марко Лучинели     |
| 1982   | Франко Унћини      |
| 1983   | Фреди Спенсер      |
| 1984   | Еди Лоусон         |
| 1985   | Фреди Спенсер      |
| 1986   | Еди Лоусон         |
| 1987   | Вејн Гарднер       |
| 1988   | Еди Лоусон         |
| 1989   | Еди Лоусон         |
| 1990   | Вејн Рејн          |
| 1991   | Вејн Рејн          |
| 1992   | Вејн Рејн          |
| 1993   | Кевин Шванц        |
| 1994   | Мик Дохан          |
| 1995   | Мик Дохан          |
| 1996   | Мик Дохан          |
| 1997   | Мик Дохан          |
| 1998   | Мик Дохан          |
| 1999   | Алекс Кривиљ       |
| 2000   | Кени Робертс млађи |
| 2001   | Валентино Роси     |
| 2002   | Валентино Роси     |
| 2003   | Валентино Роси     |
| 2004   | Валентино Роси     |
| 2005   | Валентино Роси     |
| 2006   | Ники Хејдн         |
| 2007   | Кејси Стонер       |
| 2008   | Валентино Роси     |
| 2009   | Валентино Роси     |
| 2010   | Хорхе Лоренцо      |
| 2011   | Кејси Стонер       |
| 2012   | Хорхе Лоренцо      |
| 2013   | Марк Маркез        |
| 2014   | Марк Маркез        |
| 2015   | Хорхе Лоренцо      |
| 2016   | Марк Маркез        |
| 2017   | Марк Маркез        |
| 2018   | Марк Маркез        |
| 2019   | Марк Маркез        |
| 2020   | Ђоан Мир           |
| 2021   | Фабио Квартарао    |

## Тимови и возачи
| Тим                                  | Конструктор | Мотор            | Бр. | Возач               |
| ------------------------------------ | ----------- | ---------------- | --- | ------------------- |
| Aprilia Racing                       | Aprilia     | RS-GP            | 12  | Маверик Вињалес     |
| Aprilia Racing                       | Aprilia     | RS-GP            | 41  | Алеш Еспаргаро      |
| Aprilia Racing                       | Aprilia     | RS-GP            | 32  | Лоренцо Савадори    |
| Ducati Lenovo Team                   | Ducati      | Desmosedici GP22 | 43  | Џек Милер           |
| Ducati Lenovo Team                   | Ducati      | Desmosedici GP22 | 63  | Франческо Бањаја    |
| Gresini Racing MotoGP                | Ducati      | Desmosedici GP21 | 23  | Енеа Бастианини     |
| Gresini Racing MotoGP                | Ducati      | Desmosedici GP21 | 49  | Фабио Ди Ђанантонио |
| Mooney VR46 Racing Team              | Ducati      | Desmosedici GP22 | 10  | Лука Марини         |
| Mooney VR46 Racing Team              | Ducati      | Desmosedici GP21 | 72  | Марко Бецеки        |
| Pramac Racing                        | Ducati      | Desmosedici GP22 | 5   | Жоан Зарко          |
| Pramac Racing                        | Ducati      | Desmosedici GP22 | 89  | Хорхе Мартин        |
| LCR Honda Idemitsu LCR Honda Castrol | Honda       | RC213V           | 30  | Такаки Накагами     |
| LCR Honda Idemitsu LCR Honda Castrol | Honda       | RC213V           | 73  | Алекс Маркез        |
| Repsol Honda Team                    | Honda       | RC213V           | 44  | Пол Еспаргаро       |
| Repsol Honda Team                    | Honda       | RC213V           | 93  | Марк Маркез         |
| Repsol Honda Team                    | Honda       | RC213V           | 6   | Штефан Брадл        |
| Team HRC                             | Honda       | RC213V           | 6   | Штефан Брадл        |
| Red Bull KTM Factory Racing          | KTM         | RC16             | 33  | Бред Биндер         |
| Red Bull KTM Factory Racing          | KTM         | RC16             | 88  | Мигел Оливеира      |
| Tech3 KTM Factory Racing             | KTM         | RC16             | 25  | Раул Фернандез      |
| Tech3 KTM Factory Racing             | KTM         | RC16             | 87  | Реми Гарднер        |
| Team Suzuki Ecstar                   | Suzuki      | GSX-RR           | 36  | Жоан Мир            |
| Team Suzuki Ecstar                   | Suzuki      | GSX-RR           | 42  | Алекс Ринс          |
| Monster Energy Yamaha MotoGP         | Yamaha      | YZR-M1           | 20  | Фабио Квартараро    |
| Monster Energy Yamaha MotoGP         | Yamaha      | YZR-M1           | 21  | Франко Морбидели    |
| WithU Yamaha RNF MotoGP Team         | Yamaha      | YZR-M1           | 04  | Андреа Довициозо    |
| WithU Yamaha RNF MotoGP Team         | Yamaha      | YZR-M1           | 40  | Дерин Биндер        |
| Извор:                               |             |                  |     |                     |

| Легенда         | Легенда |
| --------------- | ------- |
| Регуларни возач |         |
| Заменски возач  |         |
| Вајлдкард возач |         |

Сви тимови користе Мишлен гуме.

## Формат догађаја
Стартна мрежа се састоји од три колоне (четири за 125 cc и 250 cc класе) и садржи око 20 возача. Мреже се одлучују у опадајућем редоследу квалификационе брзине, са најбржим степеном на полу или првом положају. Трке трају отприлике 45 минута, свака трка је спринт од почетка до краја без загађења горива или гума.
У 2005. години уведено је правило за заставу до заставе за MotoGP. Раније, ако је трка почела да се суши и киша падне, званичници би могли да зауставе трку и да се поново покрену или настави на "влажним" гумама. Сада, када падне киша, показује се бела застава, што указује на то да возачи могу да замене мотоцикл на коме су почели трку за идентичну, све док су гуме различите (то јест, интермедијари или плејмејкови умјесто мокри).
| Позиција | 1  | 2  | 3  | 4  | 5  | 6  | 7 | 8 | 9 | 10 | 11 | 12 | 13 | 14 | 15 |
| -------- | -- | -- | -- | -- | -- | -- | - | - | - | -- | -- | -- | -- | -- | -- |
| Поени    | 25 | 20 | 16 | 13 | 11 | 10 | 9 | 8 | 7 | 6  | 5  | 4  | 3  | 2  | 1  |

## Стазе
МотоГП сезона 2022. састоји се од 20 Велике награде.
- Катар, Лосаил, Међународна стаза Лосаила
- Индонезија, Централ Ломбок, Међународна улична стаза Мандалика
- Аргентина, Рио Ондо, Стаза Термас де Рио Ондо
- Сједињене Државе, Остин, Стаза Америке
- Португалија, Портимао, Међународна стаза Алгарве
- Шпанија, Херез де ла Фронтера, Стаза Херез
- Француска, Ле Ман, Стаза Бугати
- Италија, Сан Пјеро а Сјеве, Стаза Муђело
- Шпанија, Монтмело, Стаза Каталуње
- Немачка, Хоенштајн, Стаза Сакзеринг
- Холандија, Асен, ТТ Стаза Асен
- Аустрија, Шпилберг, Ред Бул Ринг
- Уједињено Краљевство, Силверстоун, Стаза Силверстоун
- Шпанија, Алканиз, Мотостаза Арагон
- Сан Марино, Мисано Адриатико, Стаза Мисано де Марко Симончели
- Јапан, Мотеги, Стаза Твин Ринг Мотеги
- Тајланд, Бурирем, Међународна стаза Чанг
- Аустралија, Филип Ајленд, Филип Ајленд Гранд При стаза
- Малезија, Сепанг, Међународна стаза Сепанга
- Шпанија, Честе, Стаза Валенсија Рикардо Тормо